# Nutreco
Nutreco is een Nederlandse onderneming voor de productie van en handel in diervoeding (veevoer en visvoer) en vlees. Het internationaal actieve bedrijf heeft zijn hoofdkantoor in Amersfoort. Het heeft diverse onderzoekscentra, plus vestigingen voor productie en verwerking in ruim 30 landen, met in totaal ongeveer 12.000 medewerkers.
Op 3 juni 1997 kregen de aandelen van Nutreco N.V. een notering aan de Amsterdamse effectenbeurs. In maart 2015 verkreeg SHV Holdings N.V. indirect (via haar dochter SHV Investments Ltd.) meer dan 95% van de aandelen in Nutreco. De beursnotering werd per 17 april 2015 beëindigd.

## Structuur
In 2017 had het bedrijf een omzet van € 5,9 miljard. Het telde 12.000 medewerkers in 35 landen. De producten worden in 90 landen verkocht onder twee wereldwijde merknamen: Trouw Nutrition en Skretting.
Het bedrijf is opgebouwd uit bedrijfsonderdelen die ieder hun eigen specialisme hebben.
- Trouw Nutrition (voerspecialiteiten) is wereldwijd de nummer twee in premixen. Trouw Nutrition heeft productiefaciliteiten in vele landen, o.a. Nederland, Verenigd Koninkrijk, Verenigde Staten, Italië, Duitsland, Spanje, China, Mexico en Brazilië
- Skretting (visvoer) is de grootste producent van zalmvoer ter wereld en heeft een leidende positie in voer voor andere vissoorten. De belangrijkste regio’s voor afzet van visvoer voor zalm en zeeforel zijn Noorwegen, Chili, Schotland, Canada en Australië.

### Onderzoek
In 2012 gaf Nutreco zo'n € 25 miljoen uit aan onderzoek. In het Noorse Stavanger werken ongeveer 100 mensen, zij doen onderzoek naar visvoer. In China wordt ook onderzoek gedaan naar garnalenvoer. Het onderzoek naar veevoeders is geconcentreerd in Boxmeer waar ongeveer 150 onderzoekers actief zijn.
Voor zalm is Nutreco erin geslaagd de hoeveelheid visvoer te verminderen. In de 90'er jaren was nog circa 3,5 kilogram vismeel nodig om één kilo zalm te kweken. Door onderzoek is het aandeel vismeel gedaald van 40% naar 10%. In 2012 was minder dan een kilogram visproteïne nodig om een kilo zalm te kweken. De vismeel werd vervangen door geconcentreerde soja. Met betrekking tot garnalen wil Nutreco een vergelijkbaar resultaat behalen. Hier wil men het aandeel vismeel in het garnalenvoer laten dalen van 25% naar 10%. Dit kan sneller gaan omdat een garnaal in drie maanden volgroeid is en een zalm circa 18 maanden nodig heeft om van 100 gram naar 5 kilogram te groeien. Bij andere vissoorten speelt dit probleem minder omdat deze herbivoor zijn.
Bij veevoer is veel onderzoek gedaan om de hoeveelheid antibiotica te reduceren. Na overleg binnen de sector werd afgesproken het gebruik van antibiotica drastisch te verminderen tussen 2009 en 2013. In 2012 werd deze doelstelling al bereikt. Nutreco doet verder onderzoek naar mogelijkheden het immuunsysteem bij dieren te verbeteren.

### Resultaten
In de onderstaande tabel een overzicht van de resultaten van Nutreco sinds 2004. De nettowinstcijfers zijn geschoond, bijzondere resultaten zoals winsten op verkopen van activiteiten en dergelijke zijn hierin niet verwerkt. De daling van de omzet in 2010 was een gevolg van de verkoop van veevoeder bedrijf Hendrix. In 2014 nam Nutreco het besluit de voer- en vleesactiviteiten in Portugal en Spanje te verkopen, deze activiteiten zijn al uit de cijfers over 2013 gehaald hetgeen de scherpe daling van de omzet verklaard. In juni 2014 meldde Nutreco dat er geen koper is gevonden die bereid was de verkoopprijs te betalen. De bedrijven zijn ondergebracht in de nieuwe business unit Compound Feed & Meat Iberia en werden in 2014 weer in de cijfers opgenomen.
| Jaar  | Omzet       | Bedrijfs- resultaat | Netto- resultaat | Werknemers (in FTE, per jaareinde) |
| Jaar  | (× miljoen) | (× miljoen)         | (× miljoen)      | Werknemers (in FTE, per jaareinde) |
| ----- | ----------- | ------------------- | ---------------- | ---------------------------------- |
| 2004  | € 3269      | € 106               | € 56             | 12.408                             |
| 2005  | € 2774      | € 111               | € 93             | 6993                               |
| 2006  | € 3031      | € 113               | € 105            | 7405                               |
| 2007  | € 4021      | € 149               | € 114            | 9090                               |
| 2008  | € 4943      | € 172               | € 106            | 9278                               |
| 2009  | € 4512      | € 158               | € 92             | 9690                               |
| 2010  | € 4116      | € 175               | € 113            | 9280                               |
| 2011  | € 4721      | € 196               | € 127            | 9565                               |
| 2012  | € 5229      | € 235               | € 178            | 9654                               |
| 2013  | € 3867      | € 195               | € 151            | 10.036                             |
| 2013a | € 5237      | € 229               | € 151            | 10.231                             |
| 2014  | € 5253      | € 236               | € 154            | 11.005                             |
| ...   |             |                     |                  |                                    |
| 2019  | € 6410      |                     |                  |                                    |
| 2020  | € 6364      |                     |                  |                                    |
| 2021  | € 7093      |                     |                  |                                    |
| 2022  | € 8972      |                     |                  |                                    |
| 2023  | € 8544      |                     |                  |                                    |

## Geschiedenis
Het bedrijf is in 1994 als gevolg van een managementuitkoop van het toenmalige BP Nutrition (onderdeel van British Petroleum) ontstaan. De naam Nutreco is een samenvoeging van nutrition en ecology / economy. Vanaf de verzelfstandiging in 1994 zijn er verschillende aquisities geweest waarvan veel in de aquacultuur en visvoeding.
Diverse bedrijfsonderdelen hebben een veel langere historie dan 1994. Zo zijn er twee onderdelen die stammen uit eind 19de eeuw het gaat hier om UT en Skretting. UT is opgericht in 1887 door Ulbe Twijnstra en was een agrarische groothandel in Friesland. Dit werd later mengvoerbedrijf UTD, wat in 1998 door Nutreco is overgenomen en samengevoegd met de eigen fabrikant Hendrix' voeders. Dit fusiebedrijf kreeg de naam Hendrix UTD. Skretting stamt uit 1899 toen Torgeir Skretting senior een bedrijf voor de levering van diervoer aan boeren in de omgeving van Stavanger oprichtte.
In 1997 kreeg Nutreco een beursnotering aan de Euronext in Amsterdam. Na veel acquisities besloot het bedrijf in 2004 zijn strategie te veranderen in "Balancing for growth" oftewel in evenwicht blijven bij groei. Deze strategie hield in dat bedrijven die sterk cyclisch waren zoals de zalmkweekdivisie Marine Harvest, pluimveeslachter Pingo poultry, varkenslachterij Hendrix Meat Group en de broederijen Euribrid verkocht werden. Deze verkopen hebben geleid tot een grote voorraad geld in de kas. In 2006 is bepaald om dit geld voor een deel terug te geven aan de aandeelhouders door middel van een superdividend. Het overig geld wordt gebruikt voor acquisities in opkomende economieën zoals India en de Volksrepubliek China.
In 2007 nam Nutreco de activiteiten van BASF over in geconcentreerde vitaminemengsels, premixen en basismixen in Polen, Italië, de Verenigde Staten, het Verenigd Koninkrijk, Mexico, Guatemala, China en Indonesië. In ditzelfde jaar nam Nutreco Canada's leidende diervoedingactiviteiten van Maple Leaf Foods Inc. over. Deze Canadese activiteiten zijn ondergebracht in de business groep Nutreco Canada Inc.
Medio oktober 2014 kreeg Nutreco een bod op alle aandelen van SHV Holdings. SHV was bereid € 40 per aandeel of € 2,7 miljard in totaal te betalen. De raad van bestuur en de commissarissen van Nutreco adviseerden de toenmalige aandeelhouders het bod in contanten te accepteren. Later heeft SHV het bod verhoogd tot € 44,50 per aandeel in reactie op interesse van Cargill voor een overname van Nutreco. Op 11 maart 2015 deed SHV het bod gestand. De beursnotering werd per 17 april 2015 beëindigd.

### Nutreco’s tijdsbalk
| Jaartal | Gebeurtenis |
| ------- | --- |
| 2017    | - Medio 2017 wordt de overname van Hi-Pro Feeds afgerond. Dit Amerikaanse bedrijf maakt veevoer in 15 fabrieken voor ruim 5000 klanten in de Verenigde Staten en Canada. |
| 2015    | - SHV verkrijgt indirect (via haar dochter SHV Investments Ltd.) meer dan 95% van de aandelen in Nutreco. Besloten wordt om de beursnotering na 18 jaar per 17 april 2015 te beëindigen. |
| 2014    | - Nutreco gaat de mengvoer- en vleesactiviteiten in Spanje en Portugal verkopen mede omdat het geen groeimarkt is. Dit betreft het voerbedrijf Nanta en het vleesbedrijf Grupo Sada. In 2013 behaalden deze activiteiten een omzet van € 1,4 miljard en een winst van € 22 miljoen. In juni 2014 werden de verkoopactiviteiten gestaakt waardoor de bedrijven bij Nutreco blijven. - Medio oktober 2014 doet SHV Holdings een bod van € 2,7 miljard op alle aandelen Nutreco. |
| 2012    | - Nutreco koopt 75% van de aandelen in Gisis SA in Ecuador voor zo’n € 78 miljoen. Dankzij deze overname behoort Nutreco tot de mondiale top 3 van garnalenvoerproducenten. De garnalenvoermarkt in Ecuador is de grootste in Latijns-Amerika en na China en Thailand de grootste ter wereld. De omzet van Gisis was € 135 miljoen in 2011 en er werken circa 400 mensen. Het bedrijf produceerde in datzelfde jaar zo'n 200.000 ton garnalen- en visvoer en 70.000 ton overig voer. De overname moet nog worden goedgekeurd door de Ecuadoraanse mededingingsautoriteit. |
| 2011    | - Nutreco verkoopt Hendrix aan ForFarmers. Hendrix stond aan de basis van het bedrijf. De overname heeft goedkeuring gekregen van de toezichthouders en per 1 april 2012 maakt Hendrix deel uit van ForFarmers. Met de verkoop gaat zo'n € 0,9 miljard aan omzet op jaarbasis over aan ForFarmers - Nutreco neemt Zhuhai Shihai Feed over, een Chinese producent van vis- en garnalenvoer |
| 2010    | - Nutreco neemt Tomboy Aquafeed JSC over in Vietnam |
| 2009    | - Nutreco neemt de mengvoeractiviteiten van Cargill over in Spanje en Portugal - Nutreco neemt een belang van 51% in Braziliaans diervoedings- en visvoerbedrijf Fri-Ribe |
| 2008    | - Nutreco neemt visvoer productie-activiteiten, Marine Net Co. Ltd., over in Japan - Nutreco neemt visvoerbedrijf Nelson and Sons, Inc., producent van Silver Cup visvoer in de Verenigde Staten - Nutreco rondt de overname af van de diervoeding- en vleesactiviteiten van Copaga in Catalonië, Spanje - Nutreco neemt premix en speciaalvoer bedrijf Biofaktory over in Tsjechië en Slowakije |
| 2007    | - Euribrid wordt afgestoten waarmee het eind van de herbalancering van de groeistrategie wordt aangegeven - Nutreco verdubbelt de wereldwijde premixactiviteiten door de overname van BASF-bedrijven in acht verschillende landen - De vierde Agri Vision-conferentie vindt plaats in Noordwijk aan Zee, Nederland - Nutreco neemt Canada's leidend diervoedingbedrijf over met inbegrip van de merken Shur-Gain en Landmark en opereert onder de naam Nutreco Canada Inc. - Nutreco tekent principeovereenkomst voor het verwerven van de diervoedings- en vleesactiviteiten van Copaga in Catalonië, Spanje |
| 2006    | - Nutreco's aandeel van 75% in Marine Harvest wordt verkocht aan Geveran Trading Co. Ltd. De verkooprijs is afgesproken op € 881 miljoen en er resteert een winst van circa € 350 miljoen voor Nutreco. - De zesde Aqua Vision-conferentie wordt gehouden in Stavanger, Noorwegen - Nutreco's jaarverslag wint de Sijthof-Prijs voor de beste financiële rapportage in het midden- en kleinbedrijf in Nederland |
| 2005    | - Oprichting van Marine Harvest als onafhankelijk aquacultuurbedrijf - De derde Agri Vision-conferentie vindt plaats in Noordwijk aan Zee, Nederland - Pingo Poultry en een aandeel van 50% in Hendrix Poultry Breeders worden afgestoten |
| 2004    | - Nutreco kondigt Marine Harvest joint venture in aquaculture aan met Stolt Nielsen SA - Introductie van de nieuwe strategie ‘Rebalancing for Growth' |
| 2003    | - De tweede Agri Vision-conferentie in Noordwijk aan Zee, Nederland |
| 2002    | - Opening van het hoofdkantoor in Amersfoort |
| 2001    | - Nutreco investeert in Pivot Aquaculture visvoeractiviteiten in Australië - De premixactiviteiten van Ducoa in the Verenigde Staten worden overgenomen en gevormd tot Trouw Nutrition USA - Het eerste FUNDISA-congres over voedselveiligheid vindt plaats in Spanje |
| 2000    | - Richard van Wijnbergen gaat met pensioen en Wout Dekker wordt benoemd tot CEO - De eerste AgriVision-conferentie wordt gehouden in Noordwijk aan Zee - Acquisitie van de diervoer- en premixactiviteiten van Környe in Hongarije - Acquisitie van mengvoerbedrijf Voeders Haeck, België - Acquisitie van de zalmkweek- en verwerkingsactiviteiten van Hydro Seafood in Noorwegen en Ierland en de verwerkingsactiviteiten in Frankrijk - Acquisitie van premixonderneming Løven Agro in Denemarken - Nutreco koopt 56% van kabeljauwbroederij Cod Culture Norway; dit belang wordt vervolgens uitgebreid tot 100% |
| 1999    | - Acquisitie van kuikenbroederij W. van Erp Holding BV in Nederland - Acquisitie van varkensfokkerij Bovar in Nederland - Acquisitie van mengvoerbedrijf Fabrimar in Portugal - Acquisitie van vleeskuikenslachterij Henco in Nederland - Acquisitie van de visvoeractiviteiten van BOCM PAULS in het Verenigd Koninkrijk - Acquisitie van zalmkwekerij- en verwerkingsbedrijf Marine Harvest in Schotland en Chili - Acquisitie van de visvoeractiviteiten van Biomaster in Chili |
| 1998    | - Oprichting in Japan van de joint venture Yamaha Nutreco Aquatech voor de verkoop van visvoer - Acquisitie van zalmkwekerijen Caicaen in Chili - Fusie van varkensslachterij- en verwerkingsactiviteiten Hendrix met die van Murris Meppel en Smits Emmen, die samen verdergaan onder de naam Hendrix Meat Group. Nutreco bezit 50% van de aandelen. Dit belang wordt vóór 2003 uitgebreid tot de volle 100% - Acquisitie van mengvoerbedrijf Pepees Spzoo in Polen - Hisex and Bovans, de leghenfokkerij-activiteiten van Euribrid, fuseren met Hendrix Poultry Breeders in een 50/50 joint venture onder de naam Hendrix Poultry Breeders BV - Overname van UTD door Nutreco's business unit Hendrix - Hendrix en UTD fuseren en gaan verder onder de naam Hendrix UTD |
| 1997    | - Nutreco gaat naar de Amsterdamse beurs - Acquisitie van de resterende 56% aandelen in pluimveeverwerkingsbedrijf Herca SA in Spanje - Acquisitie van de resterende 50% aandelen in zalmkwekerijen AgriMarine in het westen van Canada - Acquisitie van Alma Vertreib Bozenhardt in Duitsland; speciaalvoer en visvoer - Acquisitie van premixbedrijf Polfarm in Polen |
| 1996    | - De eerste AquaVision-conferentie wordt gehouden te Stavanger, Noorwegen. Sindsdien vindt dit congres om de twee jaar plaats. |
| 1994    | - Nutreco wordt opgericht na een managementbuy-out, met hoofdkantoor te Boxmeer - Nutreco betreedt de Japanse markt met visvoer van Moore-Clark Canada |
| 1993    | - BP Nutrition neemt de premix activiteiten van Cyanamid in Spanje over en voegt ze toe aan Trouw Nutrition España |
| 1992    | - BP Nutrition neemt het pluimveebedrijf Conagra in Spanje over. Dit bedrijf wordt toegevoegd aan Nanta |
| 1988-89 | - BP Nutrition koopt Trouw Suralim, een visvoerproducent in Chili, en verandert de bedrijfsnaam in Trouw Chile. Verder wordt in Chili kweekbedrijf Mares Australes overgenomen. - De premix activiteiten van Nanta worden onderdeel van BP Nutrition Specialities Division en worden uitgebreid met de acquisitie van Trouw España |
| 1986    | - Visvoerproducent Moore-Clark Canada wordt overgenomen door BP Nutrition |
| 1982    | - Nanta wordt overgenomen door BP Nutrition, samen met Sada en Hypor España |
| 1981    | - Skretting wordt overgenomen door BP Nutrition |
| 1980    | - Trouw start de productie van zalmvoer |
| 1977    | - Bedrijven van Hendrix worden overgenomen door BP Nutrition |
| 1975    | - Trouw wordt onderdeel van BP Proteins en BP Nutrition wordt opgericht |
| 1973    | - Hypor España is wordt opgericht door Nanta |
| 1960s   | - Skretting en Trouw starten met de productie van respectievelijk zalmvoer en forelvoer - Hendrix legt de basis voor Hendrix Meat Group and Pingo Poultry - UT fuseert met Delfia en wordt omgedoopt tot Mengvoeder UT-Delfia - Nanta wordt in 1968 in Spanje opgericht |
| 1950s   | - Hendrix start fokkerij-activiteiten waaruit in 1959 Euribrid voortkomt - Trouw breidt uit met pluimvee- en varkensvoer en introduceert zijn eerste speciaalvoerproduct |
| 1931    | - Adolf Trouw and Johannes Siemons richten het bedrijf Trouw nabij Rotterdam op voor de import van visvoer en veevoer |
| 1903    | - Engelbertus Hendriks richt een groothandel op voor agrarische producten in Boxmeer; het bedrijf wordt in 1937 omgedoopt in Hendrix en later tot Hendrix Feed |
| 1899    | - Torgeir Skretting senior richt een bedrijf op voor de levering van diervoer aan boeren in de omgeving van Stavanger, Noorwegen |
| 1887    | - Ulbe Twijnstra richt agrarische groothandel UT op in Friesland |